# Sansac-de-Marmiesse
Sansac-de-Marmiesse – miejscowość i gmina we Francji, w regionie Owernia-Rodan-Alpy, w departamencie Cantal.
Według danych na rok 1990 gminę zamieszkiwało 1076 osób, a gęstość zaludnienia wynosiła 75 osób/km² (wśród 1310 gmin Owernii Sansac-de-Marmiesse plasuje się na 203. miejscu pod względem liczby ludności, natomiast pod względem powierzchni na miejscu 649.).